# Tulikivi

Tulikivi Oyj est le premier transformateur finlandais de stéatite et un fabricant de poêles-cheminées dont le siège est à Juuka en Finlande.

## Présentation

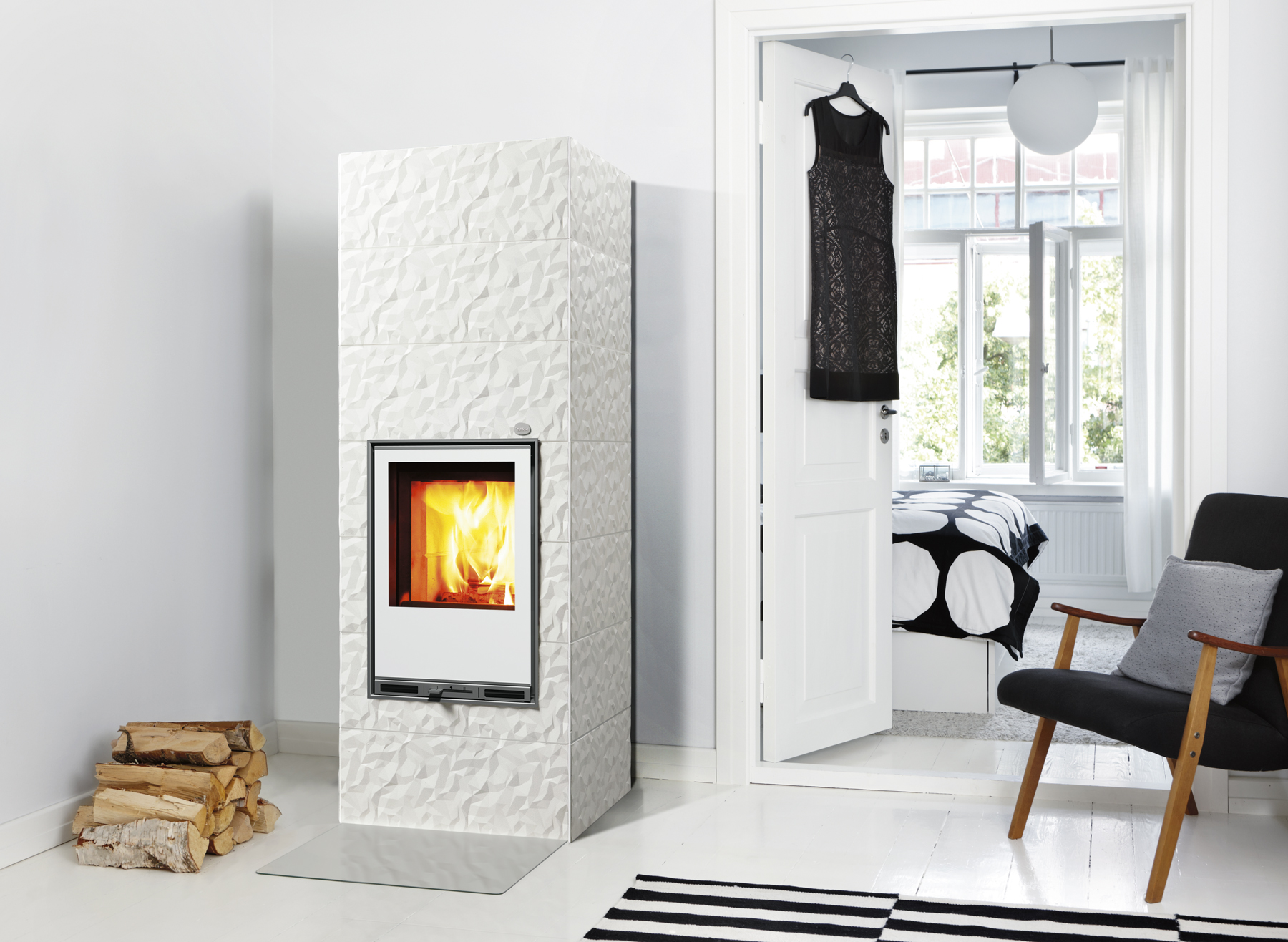
Poêle Kide.

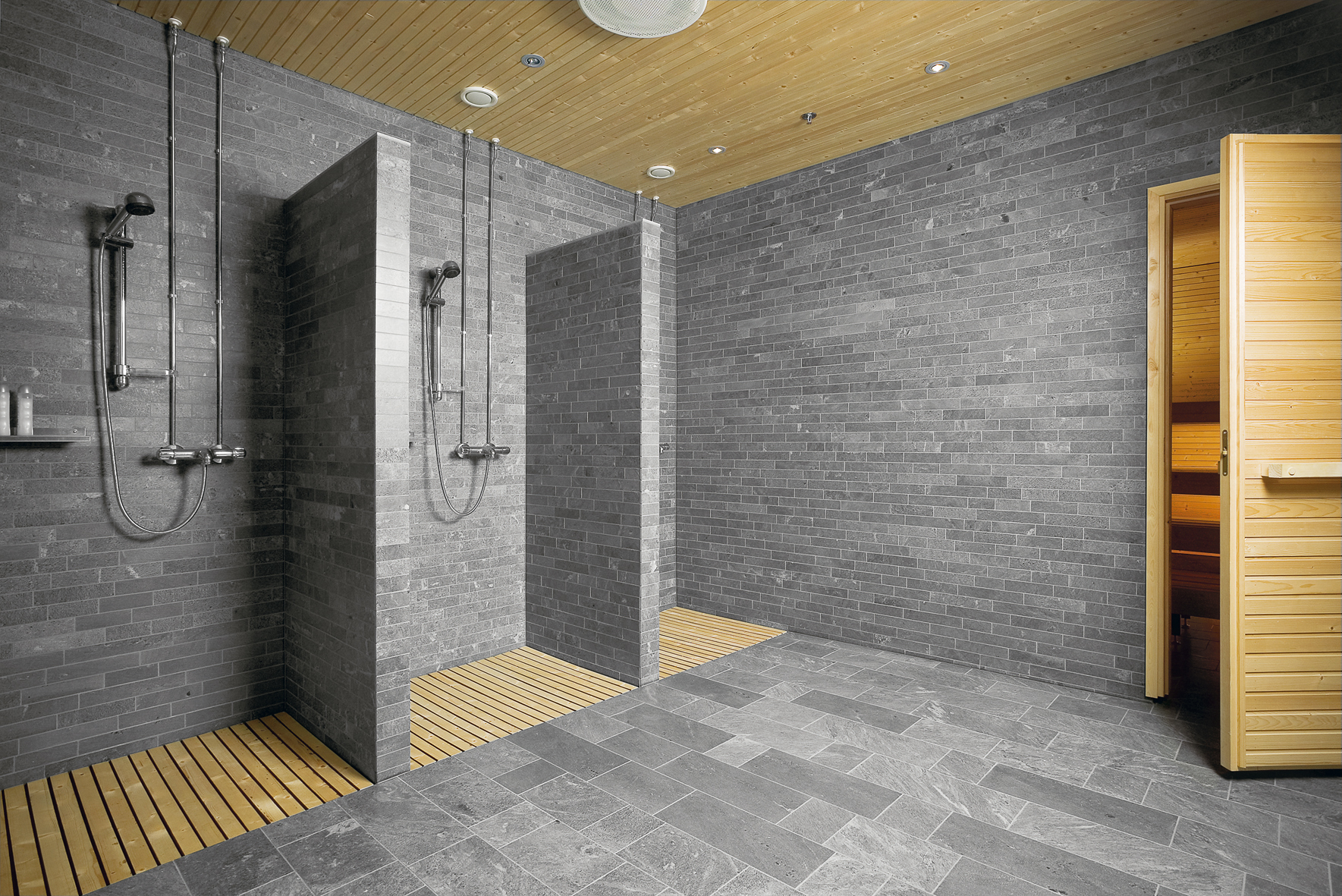
L'utilisation de la pierre Tulikivi dans la décoration des salles de bain.

Tuliki a trois catégories de produits: cheminées, sauna et pierres décoratives.
Le groupe Tulikivi comprend la maison mère Tulikivi Oyj et les filiales suivantes : AWL-Marmori Oy (Finlande), Tulikivi U.S., Inc (États-Unis), OOO Tulikivi (Russie) et Tulikivi GmbH (Allemagne).
Les carrières et les usines de stéatite de Tulikivi sont situés dans le village Nunnanlahti à Juuka et à Suomussalmi.
Tulikivi possède un total de plus de 8 millions m3 de réserves de pierre.

## Actionnaires
Au 29 février 2020, le plus importants actionnaires de Tulikivi sont:
| #   | Actionnaire             | Actions K | Actions A | %     |
| --- | ----------------------- | --------- | --------- | ----- |
| 1.  | Vauhkonen Matti Heikki  | 5 809 500 | 1 064 339 | 45,86 |
| 2.  | Mutanen Susanna         | 797 500   | 846 300   | 6,84  |
| 3.  | Elo Eliisa Irene        | 477 500   | 2 631 036 | 5,74  |
| 4.  | Elo                     | -         | 4 545 454 | 3,52  |
| 5.  | Vauhkonen Mikko Olli    | 397 500   | 343 810   | 3,35  |
| 6.  | Toivanen Jouko Ensio    | 100 000   | 2 431 259 | 2,66  |
| 7.  | Ilmarinen oy            | -         | 3 420 951 | 2,65  |
| 8.  | Suomen Kulttuurirahasto | 100 000   | 2 158 181 | 2,45  |
| 9.  | Groupe Fennia           | -         | 1 515 151 | 1,17  |
| 10. | Nikkola Jarkko          | -         | 1 444 480 | 1,12  |